# Асфальтит
Асфальтити (рос. асфальтиты; англ. àsphaltites; нім. Asphaltite) — тверді природні бітуми — похідні нафти, які утворюються в результаті її змін на поверхні Землі або на невеликих глибинах. Це одна з груп твердих природних бітумів. Зустрічаються у вигляді жил і пластових покладів. Асфальтити розчинні в бензолі, хлороформі, сірководні. Елементний склад (%): С — 76-86, Н — 8-12, S — 0,25-9, N — 0,3-1,8, О — 2-9. Асфальтити характерний високий вміст асфальтенів (до 70 %) і відносно невисокий вміст масел (до 30 %). Серед А. Розрізняють гілсоніти (густина 1050–1150 кг/м³, tпл — 100–200 °С) і більш високомолекулярні граєміти (густина 1150–1200 кг/м³), плавляться з розкладанням при 200–300 °С.